# Jim Price
James E. Price, detto Jim (Russellville, 27 novembre 1949), è un ex cestista e allenatore di pallacanestro statunitense, professionista nella NBA.
È il fratello di Mike Price.

## Carriera
Venne selezionato dai Los Angeles Lakers al secondo giro del Draft NBA 1972 (16ª scelta assoluta).

## Statistiche

### NBA

#### Regular Season
| Anno      | Squadra         | PG  | PT | MP   | TC%  | 3P% | TL%  | RP  | AP  | PRP | SP  | PP   |
| --------- | --------------- | --- | -- | ---- | ---- | --- | ---- | --- | --- | --- | --- | ---- |
| 1972-1973 | L.A. Lakers     | 59  | -  | 14,0 | 44,0 | -   | 82,2 | 1,9 | 1,6 | -   | -   | 6,4  |
| 1973-1974 | L.A. Lakers     | 82  | -  | 32,0 | 44,9 | -   | 79,9 | 4,6 | 4,5 | 1,9 | 0,4 | 15,4 |
| 1974-1975 | L.A. Lakers     | 9   | -  | 37,7 | 44,9 | -   | 91,1 | 4,8 | 7,0 | 2,3 | 0,3 | 21,2 |
| 1974-1975 | Milwaukee Bucks | 41  | -  | 37,3 | 44,0 | -   | 85,9 | 3,8 | 5,4 | 2,2 | 0,5 | 14,9 |
| 1975-1976 | Milwaukee Bucks | 80  | -  | 31,6 | 41,5 | -   | 84,9 | 3,3 | 4,9 | 1,9 | 0,4 | 11,7 |
| 1976-1977 | Milwaukee Bucks | 6   | -  | 18,5 | 51,2 | -   | 77,8 | 2,2 | 2,5 | 1,2 | 0,2 | 8,2  |
| 1976-1977 | Buffalo Braves  | 20  | -  | 16,7 | 42,3 | -   | 85,0 | 1,7 | 1,9 | 1,3 | 0,3 | 5,3  |
| 1976-1977 | Denver Nuggets  | 55  | -  | 25,2 | 44,5 | -   | 79,7 | 3,3 | 3,8 | 1,7 | 0,3 | 7,9  |
| 1977-1978 | Denver Nuggets  | 49  | -  | 22,2 | 48,1 | -   | 77,3 | 3,2 | 3,2 | 1,4 | 0,1 | 6,8  |
| 1977-1978 | Detroit Pistons | 34  | -  | 24,7 | 42,1 | -   | 81,6 | 3,0 | 3,0 | 1,3 | 0,1 | 11,5 |
| 1978-1979 | L.A. Lakers     | 75  | -  | 16,1 | 49,7 | -   | 69,6 | 1,6 | 2,9 | 0,9 | 0,2 | 5,3  |
| Carriera  | Carriera        | 510 | -  | 25,1 | 44,4 | -   | 81,5 | 3,1 | 3,7 | 1,6 | 0,3 | 10,0 |

#### Playoffs
| Anno     | Squadra         | PG | PT | MP   | TC%  | 3P% | TL%  | RP  | AP  | PRP | SP  | PP   |
| -------- | --------------- | -- | -- | ---- | ---- | --- | ---- | --- | --- | --- | --- | ---- |
| 1973     | L.A. Lakers     | 3  | -  | 5,3  | 27,3 | -   | -    | 1,3 | 0,7 | -   | -   | 2,0  |
| 1974     | L.A. Lakers     | 5  | -  | 32,2 | 37,9 | -   | 69,2 | 3,8 | 2,6 | 1,4 | 0,0 | 11,8 |
| 1976     | Milwaukee Bucks | 1  | -  | 19,0 | 37,5 | -   | 57,1 | 0,0 | 4,0 | 1,0 | 0,0 | 10,0 |
| 1977     | Denver Nuggets  | 6  | -  | 26,3 | 35,8 | -   | 62,5 | 4,0 | 4,2 | 2,0 | 0,2 | 7,2  |
| 1979     | L.A. Lakers     | 8  | -  | 16,0 | 30,0 | -   | 50,0 | 1,0 | 2,3 | 0,6 | 0,0 | 2,5  |
| Carriera | Carriera        | 23 | -  | 21,0 | 35,1 | -   | 62,5 | 2,4 | 2,7 | 1,3 | 0,1 | 6,0  |

## Palmarès
- NCAA AP All-America Second Team (1972)
- NBA All-Rookie First Team (1973)
- NBA All-Defensive Second Team (1974)
- NBA All-Star (1975)